# أيقونة سلم الصعود الإلهي

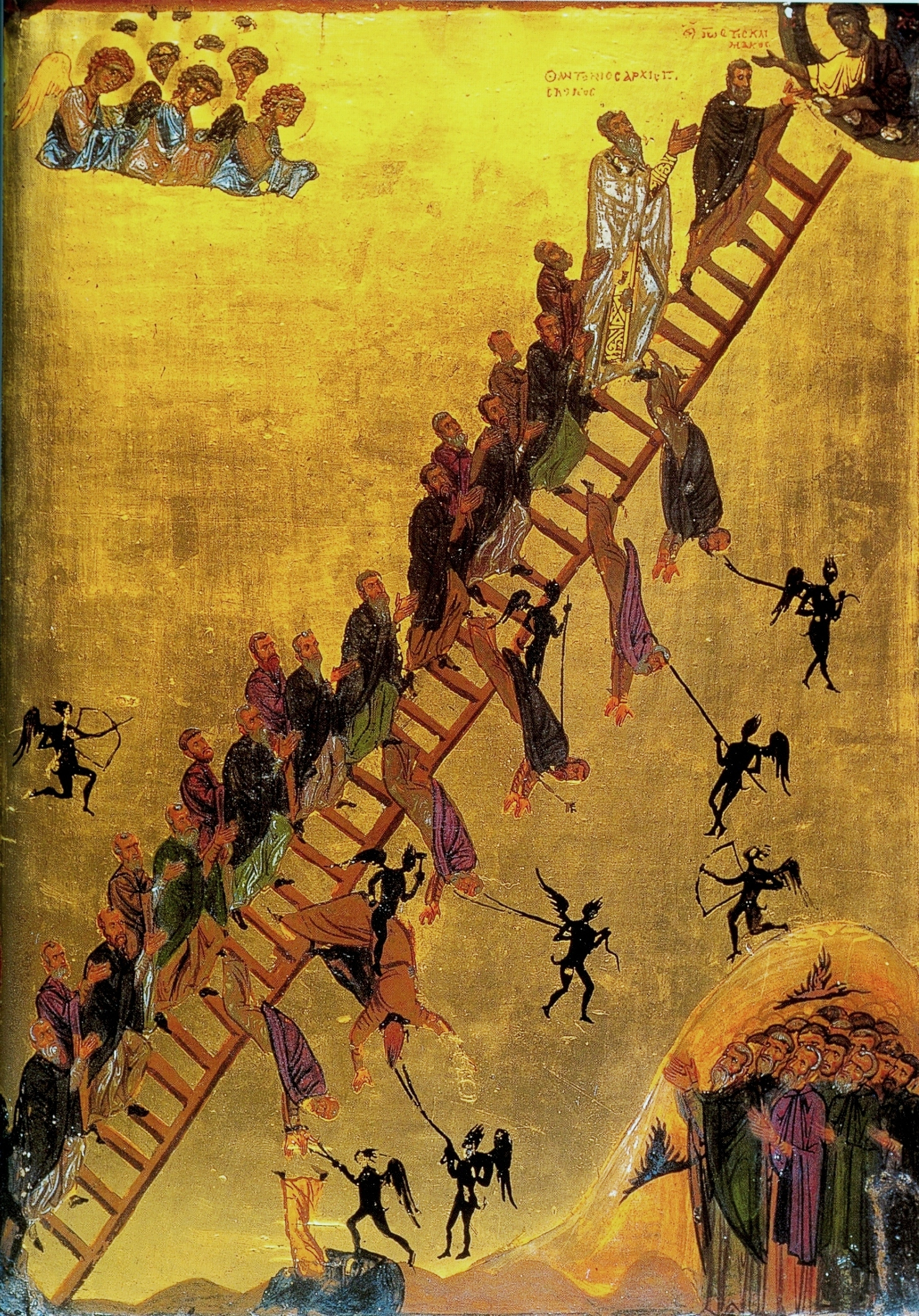
سلم الصعود الإلهي، دير سانت كاترين

أيقونة سلم الصعود الإلهي هو رمز من أواخر القرن الثاني عشر في دير سانت كاترين، جبل سيناء. الأيقونة اللاهوتية لجون كليماكوس، المعروف أيضًا باسم يوحنا السلم، كما هو مُمثل في أطروحة الزهد سلم الصعود الإلهي، كانت الأطروحة مؤثرة في المسيحية الشرقية.

## الوصف
الأيقونة تصور رهبانًا يصعدون السلم نحو يسوع في السماء، في أعلى يمين الصورة مع جون كليماكوس في أعلى السلم، وقد رحب بهم يسوع. يحتوي السلم على 30 درجة تمثل 30 مرحلة من حياة الزهد.
صعود الرهبان يساعده صلاة الملائكة والقديسين والمجتمع، بينما تهاجم الشياطين وتحاول أن تجعل الرهبان يسقطون من السلم عن طريق جرهم إلى أسفل أو ضربهم بالسهام. يعكس تصوير السلم أهمية الملائكة والشياطين في الروحانية الأرثوذكسية الشرقية. تُظهر الأيقونة أيضًا ماوًا فجائيًا، يمثل الشيطان نفسه الذي يلتهم راهبًا سقط من السلم.
يُظهِر السلم بعض الرهبان الذين وصلوا إلى القمة تقريبًا وهم يغريهم الشياطين ويسقطون. إن تصوير سقوط الرهبان هو انعكاس لما عبّر عنه جون كليماكوس بأنه «ما لم يتوقف عن إدهاشه» أي لماذا لا يزال بعض الرهبان يستسلمون للأهواء الدنيوية بينما كان الله والملائكة والقديسون يشجعونهم على الفضيلة.